# Caterham F1 Team
La Caterham F1 Team è stata una squadra anglo-malese di Formula 1, attiva dal 2010 al 2014. Il team è stato ammesso dopo l'annuncio fatto dalla BMW Sauber di voler abbandonare la Formula 1 al termine del campionato 2009. Conosciuta come Lotus Racing nella stagione 2010 e come Team Lotus nella stagione 2011, dal campionato 2012 al campionato 2014 la scuderia ha mutato il suo nome in Caterham F1 Team, a seguito di una lunga controversia legale con la Lotus Cars.
Nei media e nel parlamento malesi era indicata anche come 1Malaysia F1 Team.
Entrata in amministrazione controllata a fine 2014, la scuderia ha cessato l'attività a fine stagione, non essendo stato possibile trovare compratori.

## Storia
Il team è nato dopo che una scuderia di Formula 3 inglese, la Litespeed F3, desiderosa di entrare in Formula 1, ha cercato una collaborazione con l'imprenditore malese Tony Fernandes. La Litespeed aveva tentato di ottenere l'iscrizione al campionato di Formula 1 per la stagione 2010, ma senza successo. Alla fondazione, la scuderia godeva dell'appoggio della malese Proton, proprietaria della Lotus Cars, che aveva dato il benestare per l'utilizzo del nome Lotus. Tuttavia, in seguito, Proton decise di appoggiare l'ex team Renault, concedendo a quest'ultimo l'uso del nome e del marchio; ciò portò a una controversia sulla denominazione del team.
La squadra è stata inizialmente di proprietà di 1Malaysia F1 Team Sdn. Bhd., nata da una partnership tra il governo malese e un consorzio di imprenditori malesi, principalmente Tune Group (azienda che controlla la compagnia aerea Air Asia) e Naza Motors. Il governo malese ha annunciato che non avrebbe investito direttamente nel team. Nel luglio 2014 la squadra è stata rilevata da un consorzio di investitori svizzeri e medio-orientali che hanno nominato l'ex-pilota Christijan Albers come nuovo direttore e l'italiano Manfredi Ravetto come nuovo amministratore delegato.
Tony Fernandes, il proprietario della AirAsia, è stato inizialmente il team principal, mentre Mike Gascoyne viene nominato direttore tecnico. Tuttavia Tony Fernandes ha successivamente abbandonato il suo ruolo subito dopo l'inizio della stagione 2010, venendo sostituito da due azionisti della Lotus, SM Nasarudin e Kamarudin Meranun. Il direttore sportivo della scuderia è l'italiano Claudio Berro. 
La scuderia ha annunciato anche l'impiego di Riad Asmat come amministratore delegato del 1 Malaysia F1 Team Sdn Bhd (1MF1T). Riad Asmat era precedentemente impiegato nell'ufficio direttivo della Proton Holdings Berhad come general manager. Alla Proton nel 2006, Riad ebbe il compito di sviluppare il programma sportivo della casa, che incluse il R3 e Proton Axle Team. Riad fu inoltre impiegato nell'A1 Team Malaysia. Keith Saunt è nominato invece direttore operativo col compito di organizzare la gestione tecnica in Regno Unito, in diretto contatto con Mike Gascoyne, presso la sede di Hingham. Ha già operato con Team Lotus, Benetton, Renault e più recentemente con la Red Bull, in cui svolse analoghe mansioni presso la Red Bull Technology.
Il team ha sede alla RTN di Hingham nel Norfolk, a 10 miglia dalla base della Lotus Cars; era stata prospettata la possibilità futura di cambiare quartier generale, per trasferirsi in una base sul tracciato malese di Sepang. tale ipotesi sembra caduta dopo che Fernandes in un'intervista ha affermato che la scuderia sarebbe rimasta nel Norfolk, posto che "Lotus è un marchio britannico, che non cambierà mai. Vi è solo un apporto finanziario malese". L'inaugurazione ufficiale della struttura britannica è avvenuta il 22 febbraio 2010, alla presenza di Mahathir Mohamad, ex primo ministro della Malaysia, considerato il principale artefice della nascita del Circuito di Sepang e del Gran Premio della Malesia. Era stata annunciata la costruzione anche di una galleria del vento nella sede di Hingham. Nel gennaio 2012 la scuderia ha annunciato il trasferimento, da agosto, nella ex factory della Super Aguri, a Leafield.

### L'esordio e la disputa sul nome Lotus
Nel corso del campionato 2010 il team ha goduto del nome Lotus grazie ad un accordo di licenza, concesso dalla Lotus Cars. Quest'ultima ha iniziato un'azione legale nei confronti della Lotus Racing, affermando che Tony Fernandes non avrebbe il diritto a utilizzare il nome Lotus, essendo venuta meno la concessione del marchio e non essendo valida la concessione fatta da David Hunt, titolare del nome storico Lotus; l'accordo con l'ART rappresenta una sorta di opposizione formale a Fernandes per imporre l'autonomia decisionale della Lotus Cars.

#### 2010

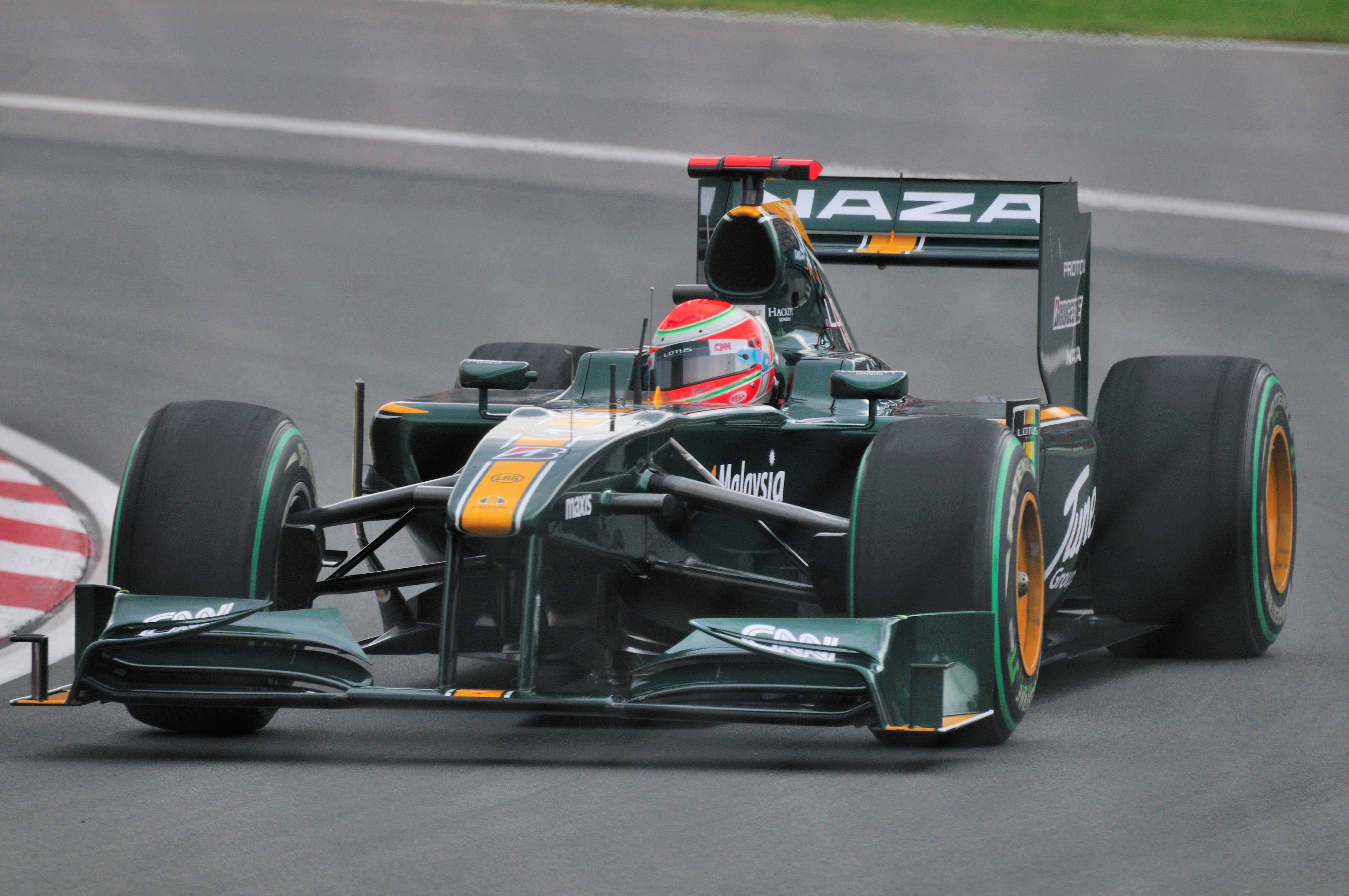
Jarno Trulli impegnato su Lotus Racing nel Gran Premio del Canada 2010

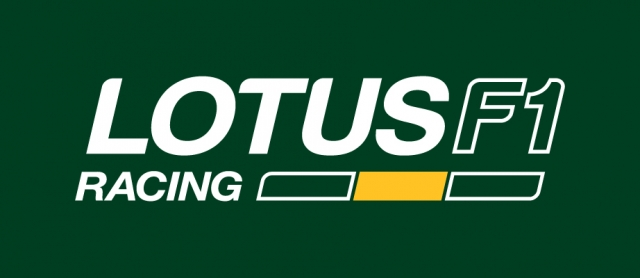
Logo utilizzato nel campionato 2010

Lo sviluppo della vettura partì tardi a causa del ritardo nell'accettazione dell'iscrizione al campionato. La scuderia collaborò con la Fondtech in merito all'aerodinamica, mentre il motore venne fornito dalla Cosworth e la scatola del cambio dalla Xtrac. Un primo disegno della nuova vettura venne proposto nell'ottobre 2009 all'inizio del programma di lavoro con la galleria del vento. Lo shakedown della vettura avvenne il 9 febbraio 2010 presso il Circuito di Silverstone con Fairuz Fauzy alla guida, mentre la presentazione ufficialmente avvenne il 12 febbraio 2010 presso il Royal Horticultural Halls and Conference Centre, nel centro di Londra. Il pilota malese Fairuz Fauzy fu anche collaudatore per la scuderia nel 2010. L'italiano Jarno Trulli e il finlandese Heikki Kovalainen corsero quali titolari nel campionato 2010. In questa stagione il team si piazzò sempre tra i migliori dei nuovi team, ma non sono mancati i problemi (soprattutto a Jarno Trulli), così la scuderia non fece segnare punti mondiali ma comunque si classificò decima nel campionato costruttori, davanti ad HRT e Virgin. Nel settembre 2010, Tony Fernandes annuncia l'intenzione di espandere l'attività del team anche alla GP2 e alla GP2 Asia, con la creazione di un team satellite chiamato Team Air Asia, dal nome di una delle società di Fernandes, la compagnia aerea Air Asia; nel corso della stagione 2011 il nome della squadra diventa Caterham Team Air Asia, mentre nel 2012 diventa Caterham Racing, che si aggiunge al Lotus Junior Team che già disputa la Formula Renault 3.5 Series. Il 12 settembre 2010 venne annunciato il termine della fornitura da parte della Cosworth, al termine della stagione.

#### 2011

Logo utilizzato nel campionato 2011

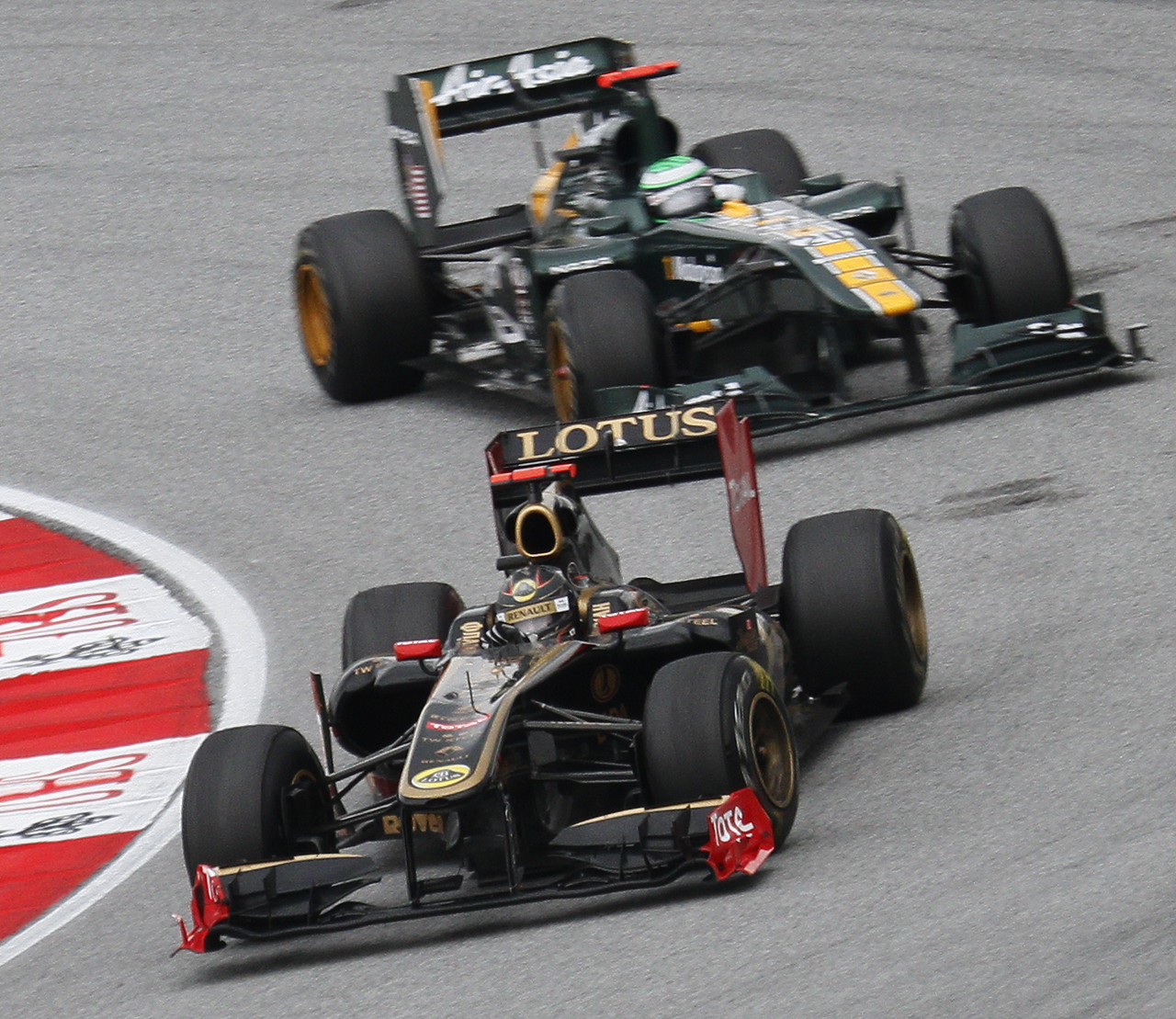
Heikki Kovalainen (su Team Lotus) insegue Nick Heidfeld (su Lotus Renault GP) nel Gran Premio della Malesia 2011.

Il 24 settembre 2010 la scuderia ha annunciato che dal campionato 2011 prenderà il nome di Team Lotus, a seguito di un accordo tra Tony Fernandes e David Hunt. Nello stesso periodo una scuderia di GP2 già esistente, l'ART Grand Prix, ufficializza l'accordo con la Lotus Cars per ridenominare i propri team di GP2 e GP3 col nome di "Lotus ART", con un accordo di sponsorizzazione simile a quello già in essere con Takuma Satō e la KV Racing Technology nell'IndyCar. Tuttavia, il 12 dicembre 2010, la scuderia Renault fallisce e si vende al gruppo Genii Capital, che controlla la Proton, a sua volta proprietaria della Lotus Cars. Pertanto anche la scuderia francese assume il nome Lotus. Fernandes si è detto deluso della decisione di Proton di investire sul progetto della Renault anziché nel suo. Il 23 dicembre 2010, Clive Chapman, figlio del fondatore della Lotus, Colin, rilasciò una dichiarazione a nome dell'intera famiglia Chapman in cui espresse appoggio al Lotus Group nella disputa sull'utilizzo del nome, affermando anche che la famiglia «preferirebbe che il nome Lotus non venisse utilizzato in Formula 1».
Per la stagione 2011 la scuderia firmò un contratto con la Renault per la fornitura dei motori, siglando inoltre un accordo con la Red Bull per l'utilizzo del cambio e della trasmissione delle vetture anglo-austriache. Confermati Heikki Kovalainen e Jarno Trulli (sostituito da Karun Chandhok nel Gran Premio di Germania), nel corso della stagione la scuderia mostrò dei netti miglioramenti, distanziando le rivali Virgin e HRT e avvicinando notevolmente le prestazioni delle scuderie di metà schieramento, con le quali specialmente Kovalainen riuscì a competere direttamente in alcune occasioni. La stagione si concluse nuovamente senza la conquista di punti iridati, con tre tredicesimi posti come migliori risultati; la scuderia chiuse al decimo posto in classifica costruttori.

### L'acquisto della Caterham
Il 27 aprile 2011 è stato annunciato l'acquisto del costruttore britannico di vetture sportive Caterham Cars. A seguito dell'acquisizione da giugno 2011 il team di GP2 viene ridenonimato Caterham Team Air Asia. Il 24 gennaio 2011 un giudice dell'Alta Corte di Londra fissò un'udienza per dirimere la questione per il 21 marzo; ciò ha comportato la presenza di ben due team con il nome Lotus – Team Lotus e il Group Lotus sponsor della Renault– alla partenza della stagione 2011 . Il caso però non coinvolgeva il diritto per l'uso del nome, ma il contratto stipulato tra Fernandes e il Lotus Group. La scuderia corse nel 2011 col nome di Team Lotus grazie a una licenza concessagli dal Lotus Group: la casa malese afferma che la licenza decadrebbe, dopo un anno, in quanto Fernandes avrebbe violato tale contratto utilizzando in maniera impropria il nome Lotus Cars. Al lancio della Renault R31, svolto a Valencia, il proprietario della Renault, Gerard Lopez, espresse la sua frustrazione per la situazione creatasi, e affermò di come la disputa, a suo parere, fosse più dovuta al bisogno di assicurarsi i diritti televisivi pagati dalla FOM che all'effettivo interesse alla tutela del nome Lotus. Alcuni commentatori evidenziarono come Fernandes, cambiando il nome al team, avrebbe potuto perdere ben 36 milioni di dollari, spettantigli essendo arrivato decimo nella classifica costruttori del 2010.
Alla vigilia dell'udienza del 21 marzo David Hunt ha affermato che Fernandes non ha onorato il contratto per l'acquisto dei diritti sul nome Team Lotus, e, anzi, ha cercato di rinegoziare i termini del contratto stesso. Hunt ha inoltre espresso un ultimatum, affermando che o Fernandes onorerà il suo contratto iniziale oppure anch'egli sosterrà il Lotus Group nella battaglia sull'uso del nome Lotus. Il 27 maggio 2011 l'Alta Corte di Londra si è espressa in favore di Tony Fernandes, in quanto il tribunale non ha individuato gli estremi per privare il Team Lotus della sua denominazione. A seguito delle decisioni della Corte, Lotus Cars si è detta intenzionata a presentare appello contro la sentenza. Il Team Lotus è comunque condannato a pagare i danni essendo stato considerato responsabile della rottura del contratto di licenza in forza del quale corse in Formula 1 nella stagione 2010 col nome Lotus Racing. In giugno 2011 le due parti ritornano all'Alta Corte al fine di risolvere la diatriba. Il giudice Peter Smith ha espresso scontento per il fatto che Tony Fernandes non avesse fatto menzione dell'acquisto della Caterham durante il primo dibattimento. Fernandes ha affermato però che la Caterham resterà del tutto distinta dal team di Formula 1, anche se un video promozionale girato dalla Caterham mostra Fernades con una divisa del team di Formula 1. Il giudice ha poi affermato che se questo materiale fosse stato a disposizione nel corso del primo giudizio la decisione avrebbe potuto essere diversa.
La Lotus Renault GP è stata autorizzata, nel frattempo, a correre dal 2012 col nome di Lotus.
Successivamente (e contrariamente a quanto affermato da Tony Fernandes in precedenza) la F1 Commission ha accettato la richiesta del Team Lotus di modificare per la stagione 2012 il proprio nome in Caterham, l'altro marchio di proprietà di Fernandes. Nel novembre 2011 è stato annunciato l'accordo tra Tony Fernandes e la Lotus Cars che prevede il ritorno alla seconda di tutte le denominazioni legate alla Lotus, compreso il nome Team Lotus.

#### 2012

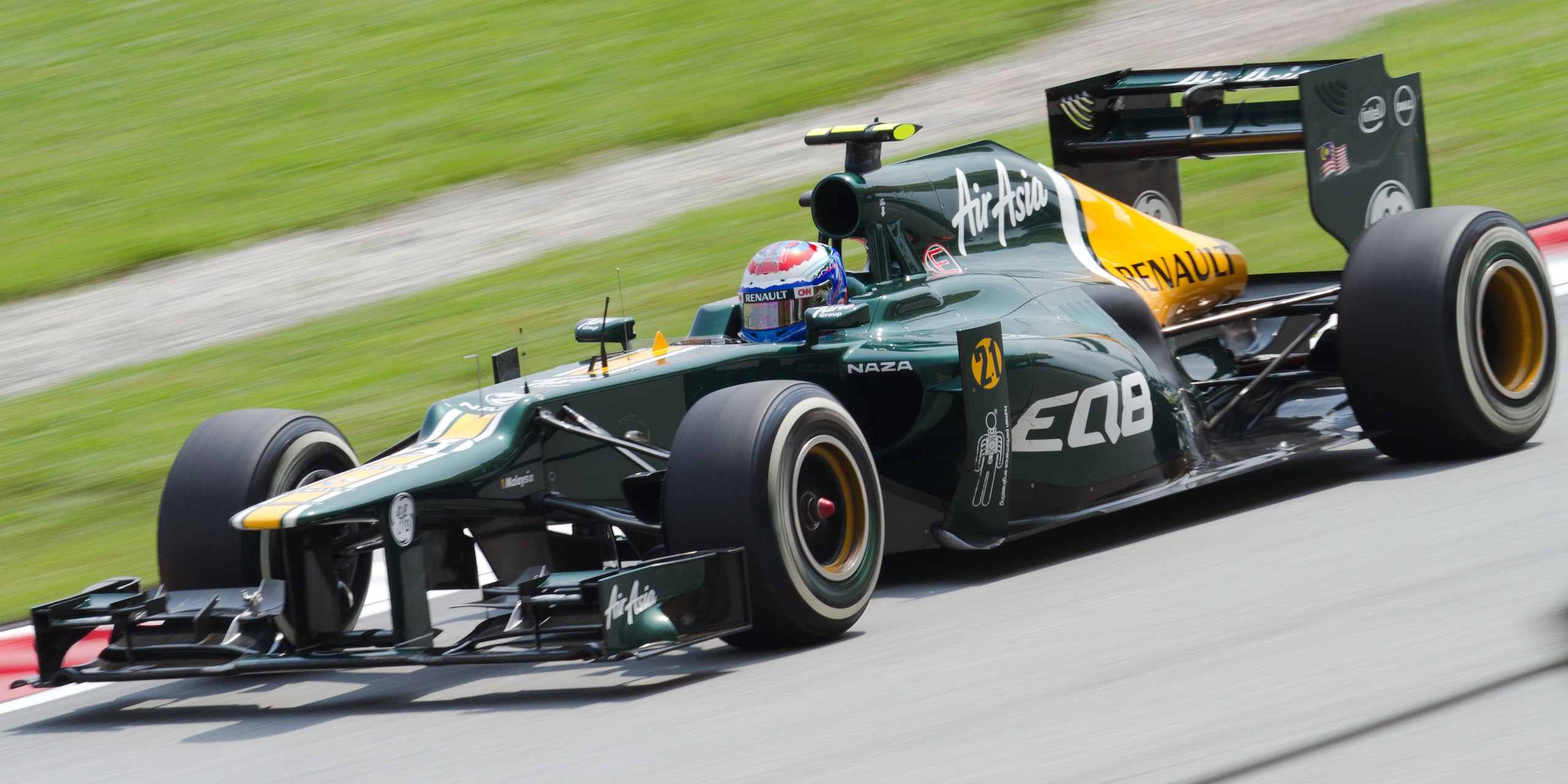
Vitalij Petrov alla guida della Caterham nel Gran Premio della Malesia 2012

Dal campionato 2012 il team parteciperà inoltre alla categoria nordamericana IndyCar, fornendo un proprio pacchetto aerodinamico sulla vettura Dallara
Nel 2012, con il cambio del nome del team, cambiò anche la sigla della vettura, che diventò CT01; i piloti erano il confermato Heikki Kovalainen ed il nuovo arrivato Vitalij Petrov, che prese il posto di Trulli all'indomani della prima sessione di test stagionale.
La stagione fu analoga alla precedente, con le vetture della scuderia costantemente relegate nelle ultime posizioni dello schieramento. Il miglior risultato stagionale fu l'undicesimo posto colto da Petrov nell'ultimo Gran Premio della stagione ad Interlagos – ottenendo al contempo il miglior piazzamento del team dal 2010 (quando si chiamava ancora Lotus). La scuderia anglo-malese concluse il campionato per la terza volta di fila al 10º posto con 0 punti, davanti a Marussia e HRT.

#### 2013

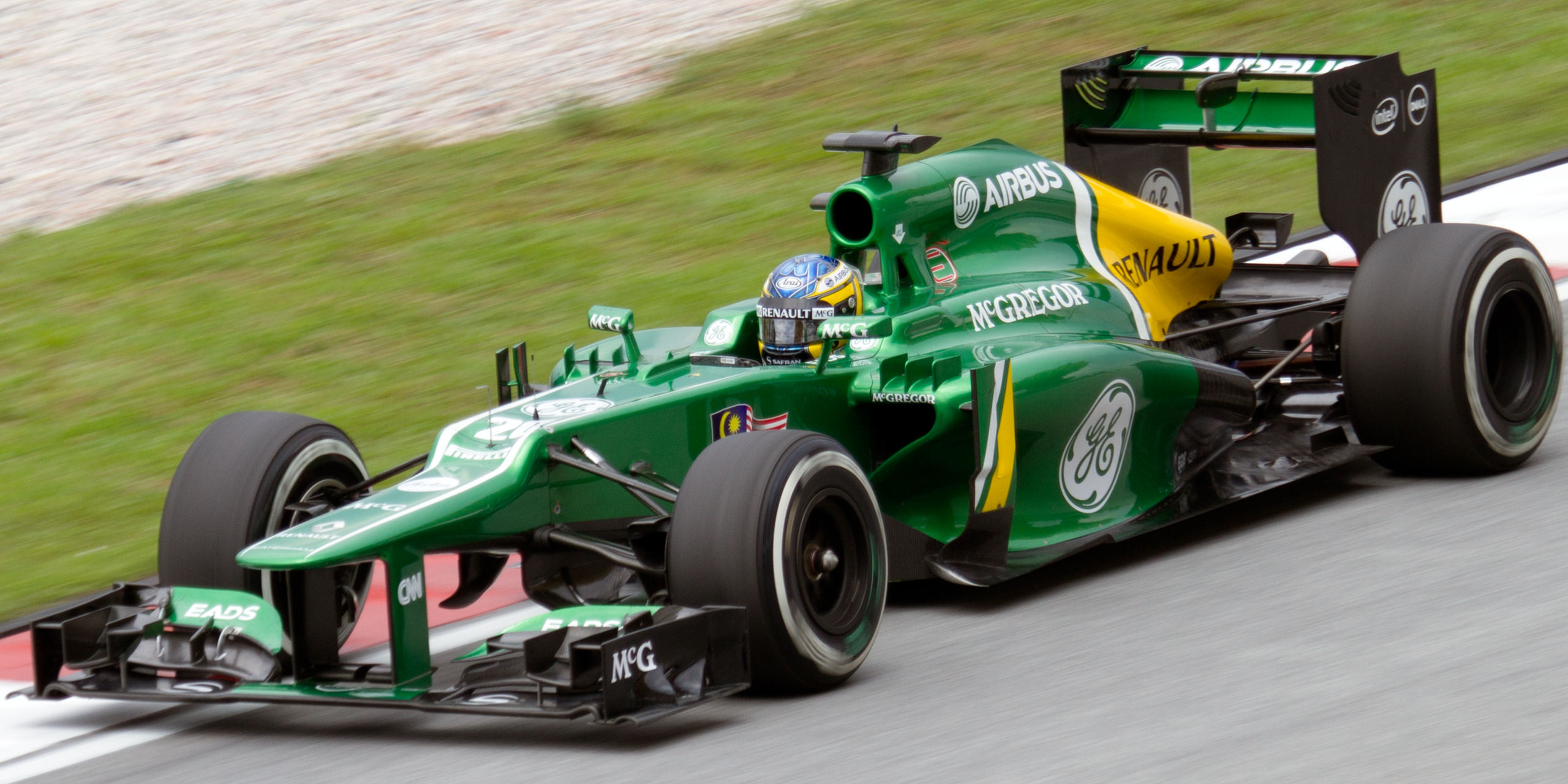
Pic al Gran Premio della Malesia 2013

Per il campionato 2013 i piloti furono il francese Charles Pic, proveniente dalla Marussia, e l'olandese Giedo van der Garde. A inizio stagione la vettura si rivelò la peggiore del gruppo, meno competitiva anche della rivale Marussia. Per tentare di migliorare la situazione fu anche richiamato Heikki Kovalainen, che disputò diverse sessioni di prove libere. La scuderia recuperò e dopo le prime gare la monoposto risultò generalmente più competitiva di quella dei diretti avversari, ma né Pic né Van Der Garde riuscirono a cogliere dei piazzamenti sufficienti a sopravanzare in classifica la squadra russa. Per la prima volta dalla stagione 2010, la Caterham non conquistò un posto tra i primi dieci nella classifica costruttori, classificandosi all'undicesima ed ultima posizione.

#### 2014

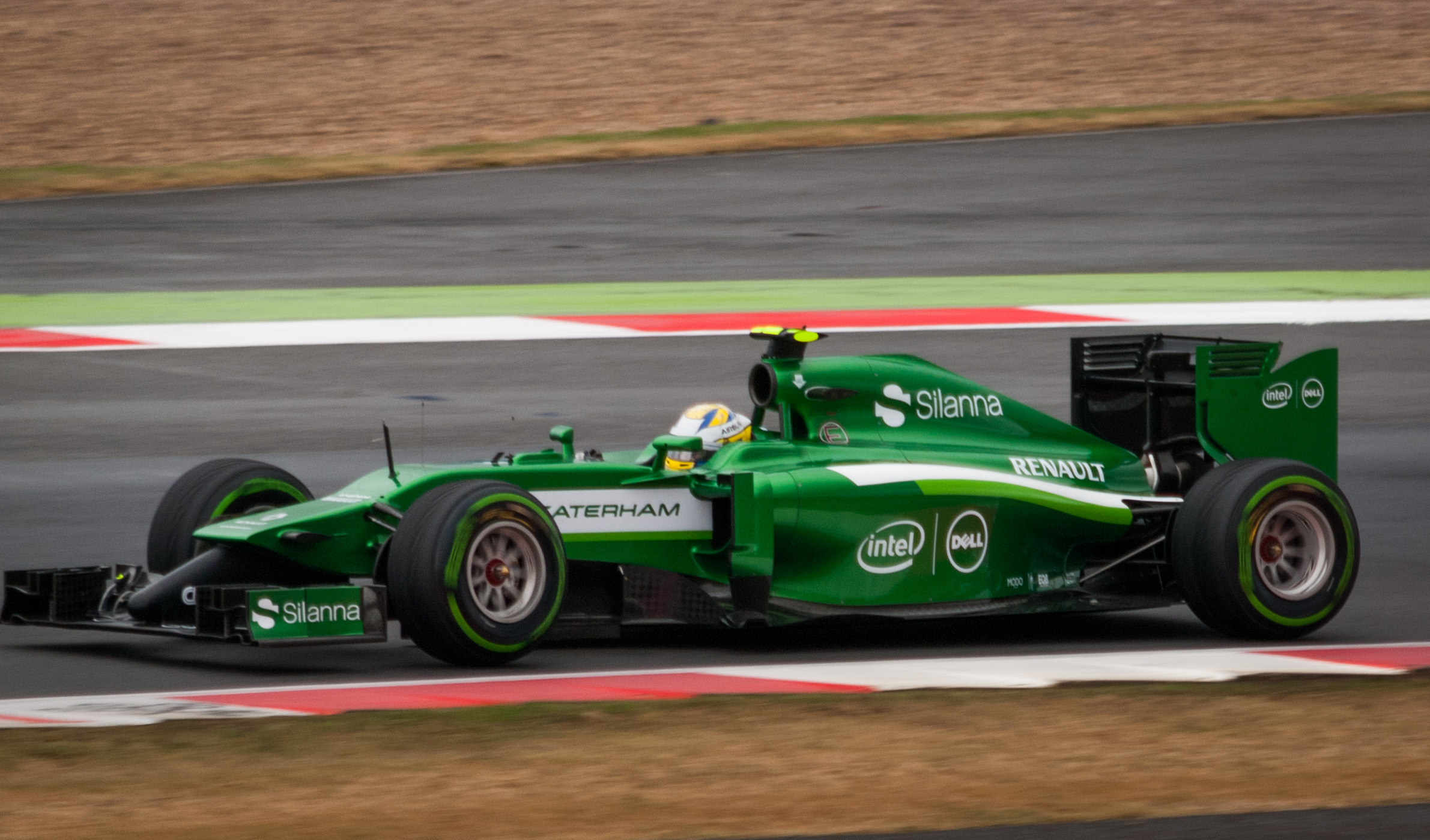
Marcus Ericsson al Gran Premio di Gran Bretagna 2014

Per il campionato 2014 i piloti sono il giapponese Kamui Kobayashi, al ritorno in Formula 1 dopo un 2013 speso in Ferrari nelle gare di durata, e il debuttante Marcus Ericsson. La stagione si apre con entrambi i piloti fuori dalla zona punti e alle spalle dei rivali della Marussia, che riusciranno a ottenere i primi punti della loro storia a Monte Carlo. Nel Gran Premio del Belgio fa il suo esordio, quale pilota titolare al posto di Kamui Kobayashi, André Lotterer. Il pilota tedesco, impiegato nella Super Formula, si è imposto nella 24 Ore di Le Mans nel 2011, nel 2012 e nel 2014. Lotterer sceglie il numero 45, non più utilizzato in Formula 1 dal Gran Premio di Gran Bretagna 1977, da Brian McGuire, poi non prequalificatosi; al Gran Premio del Canada il 45 era stato scelto da Rossi, utilizzato per la prima sessione di prove libere proprio dalla Caterham.
A ottobre, la Caterham Sport Limited, società che ha la disponibilità della sede di Leafield, ma che non gestisce il team di Formula 1, viene posto in amministrazione controllata. Ciò comporta l'impossibilità per i membri del team di entrare nella sede per preparare la trasferta ad Austin. Contro tale decisione reagisce Colin Kolles, manager del 1Malaysia Racing Team, ente che gestisce l'attività sportiva del team, secondo cui le monoposto presenti nella sede, e il materiale tecnico, non sono nella disponibilità della Caterham Sport Limited. Il fondo Engavest, che aveva acquistato il team dal precedente proprietario, il malese Tony Fernandes, sostiene inoltre che non sono mai state adempiute le pratiche necessarie al passaggio delle azioni del 1Malaysia Racing Team, dal momento dell'acquisto. Il 24 ottobre vi è un incontro tra le parti in causa: gli amministratori della Caterham Sport Limited e i consulenti legali di Tony Fernandes, in accordo con una banca creditrice e i rappresentanti del 1Malaysia Racing Team affidano la gestione della scuderia a Finbarr O'Connell, l'amministratore legale incaricato del recupero dei crediti per conto della Smith & Williamson di Londra.
Bernie Ecclestone ha concesso al team la possibilità di saltare, oltre alla gara di Austin, anche quella del Brasile. In caso di presenza il team anglo-malese avrebbe impiegato, quale pilota titolare al posto di Kamui Kobayashi, il brasiliano Rubens Barrichello. Il team annuncia la sua volontà di rientrare nel Gran Premio di Abu Dhabi. La casa anglomalese aveva anche lanciato una raccolta di fondi presso i suoi tifosi, per ottenere la liquidità finanziaria (stimata in 2,35 milioni di sterline) necessaria per disputare la gara. La Caterham ha comunque comunicato il licenziamento di 230 addetti. La scuderia schiera il pilota giapponese Kamui Kobayashi, già impiegato prima della sospensione alla partecipazione del campionato, e l'esordiente Will Stevens, che garantisce circa 500.000 dollari, impiegato in stagione nella F. Renault 3.5; l'altro pilota utilizzato in stagione, Marcus Ericsson, ha nel frattempo rescisso il contratto che lo legava alla scuderia. Precedentemente anche André Lotterer, impiegato nel solo Gran Premio del Belgio, aveva declinato l'invito a ritornare al volante della monoposto.

### La chiusura
Il 5 febbraio 2015, a poco più di un mese dall'inizio del campionato, viene fissata la vendita all'asta di tutti i beni della Caterham che, di fatto, sparisce dal circus, chiudendo con il poco invidiabile record di gran premi disputati senza marcare punti.

## Piloti
- Heikki Kovalainen (2010-2012): 57 GP
- Jarno Trulli (2010-2011): 36 GP
- Vitalij Petrov (2012): 19 GP
- Charles Pic (2013): 19 GP
- Giedo van der Garde (2013): 19 GP
- Marcus Ericsson (2014): 16 GP
- Kamui Kobayashi (2014): 16 GP
- Karun Chandhok (2011): 1 GP
- André Lotterer (2014): 1 GP
- Will Stevens (2014): 1 GP

## Risultati in Formula 1
| Anno | Vettura | Motore          | Gomme | Piloti     |    |    |    |     |    |     |     |     |     |    |     |    |    |     |     |    |     |    |    | Punti | Pos. |
| ---- | ------- | --------------- | ----- | ---------- | -- | -- | -- | --- | -- | --- | --- | --- | --- | -- | --- | -- | -- | --- | --- | -- | --- | -- | -- | ----- | ---- |
| 2010 | T127    | Cosworth CA2010 | B     | Trulli     | 17 | NP | 17 | Rit | 17 | 15  | Rit | Rit | 21  | 16 | Rit | 15 | 19 | Rit | Rit | 13 | Rit | 19 | 21 | 0     | 10º  |
| 2010 | T127    | Cosworth CA2010 | B     | Kovalainen | 15 | 13 | NC | 14  | NP | Rit | Rit | 16  | Rit | 17 | Rit | 14 | 16 | 18  | 16  | 12 | 13  | 18 | 17 | 0     | 10º  |

| Anno | Vettura | Motore       | Gomme | Piloti     |     |     |    |    |     |    |     |    |     |    |     |    |    |     |    |    |    |    |    | Punti | Pos. |
| ---- | ------- | ------------ | ----- | ---------- | --- | --- | -- | -- | --- | -- | --- | -- | --- | -- | --- | -- | -- | --- | -- | -- | -- | -- | -- | ----- | ---- |
| 2011 | T128    | Renault RS27 | P     | Kovalainen | Rit | 15  | 16 | 19 | Rit | 14 | Rit | 19 | Rit | 16 | Rit | 15 | 13 | 16  | 18 | 14 | 14 | 17 | 16 | 0     | 10º  |
| 2011 | T128    | Renault RS27 | P     | Trulli     | 13  | Rit | 19 | 18 | 18  | 13 | 16  | 20 | Rit |    | Rit | 14 | 14 | Rit | 19 | 17 | 19 | 18 | 18 | 0     | 10º  |
| 2011 | T128    | Renault RS27 | P     | Chandhok   |     |     |    |    |     |    |     |    |     | 20 |     |    |    |     |    |    |    |    |    | 0     | 10º  |

| Anno | Vettura | Motore       | Gomme | Piloti     |     |    |    |    |    |     |    |    |    |    |    |    |    |    |    |    |    |    |    |    | Punti | Pos. |
| ---- | ------- | ------------ | ----- | ---------- | --- | -- | -- | -- | -- | --- | -- | -- | -- | -- | -- | -- | -- | -- | -- | -- | -- | -- | -- | -- | ----- | ---- |
| 2012 | CT01    | Renault RS27 | P     | Kovalainen | Rit | 18 | 23 | 17 | 16 | 13  | 18 | 14 | 17 | 19 | 17 | 17 | 14 | 15 | 15 | 17 | 18 | 13 | 18 | 14 | 0     | 10º  |
| 2012 | CT01    | Renault RS27 | P     | Petrov     | Rit | 16 | 18 | 16 | 17 | Rit | 19 | 13 | NP | 16 | 19 | 14 | 15 | 19 | 17 | 16 | 17 | 16 | 17 | 11 | 0     | 10º  |

| Anno | Vettura | Motore       | Gomme | Piloti        |    |    |    |    |     |     |     |    |    |    |     |    |    |    |     |     |    |    |     |  | Punti | Pos. |
| ---- | ------- | ------------ | ----- | ------------- | -- | -- | -- | -- | --- | --- | --- | -- | -- | -- | --- | -- | -- | -- | --- | --- | -- | -- | --- |  | ----- | ---- |
| 2013 | CT03    | Renault RS27 | P     | Pic           | 16 | 14 | 16 | 17 | 17  | Rit | 18  | 15 | 17 | 15 | Rit | 17 | 19 | 14 | 18  | Rit | 19 | 20 | Rit |  | 0     | 11º  |
| 2013 | CT03    | Renault RS27 | P     | Van Der Garde | 18 | 15 | 18 | 21 | Rit | 15  | Rit | 18 | 18 | 14 | 16  | 18 | 16 | 15 | Rit | Rit | 18 | 19 | 18  |  | 0     | 11º  |

| Anno | Vettura | Motore                    | Gomme | Piloti    |     |    |     |    |     |    |     |    |     |    |     |     |    |    |    |     |  |  |     |  | Punti | Pos. |
| ---- | ------- | ------------------------- | ----- | --------- | --- | -- | --- | -- | --- | -- | --- | -- | --- | -- | --- | --- | -- | -- | -- | --- |  |  | --- |  | ----- | ---- |
| 2014 | CT05    | Renault Energy F1 2014 V6 | P     | Ericsson  | Rit | 14 | Rit | 20 | 20  | 11 | Rit | 18 | Rit | 18 | Rit | 17  | 19 | 15 | 17 | 19  |  |  |     |  | 0     | 11º  |
| 2014 | CT05    | Renault Energy F1 2014 V6 | P     | Kobayashi | Rit | 13 | 15  | 18 | Rit | 13 | Rit | 16 | 15  | 16 | Rit |     | 17 | NP | 19 | Rit |  |  | Rit |  | 0     | 11º  |
| 2014 | CT05    | Renault Energy F1 2014 V6 | P     | Lotterer  |     |    |     |    |     |    |     |    |     |    |     | Rit |    |    |    |     |  |  |     |  | 0     | 11º  |
| 2014 | CT05    | Renault Energy F1 2014 V6 | P     | Stevens   |     |    |     |    |     |    |     |    |     |    |     |     |    |    |    |     |  |  | 17  |  | 0     | 11º  |

| Legenda | 1º posto     | 2º posto | 3º posto    | A punti         | Senza punti/Non class.  | Grassetto – Pole position Corsivo – Giro più veloce |
| Legenda | Squalificato | Ritirato | Non partito | Non qualificato | Solo prove/Terzo pilota | Grassetto – Pole position Corsivo – Giro più veloce |